# Lista de pessoas mencionadas no Panteão de Paris

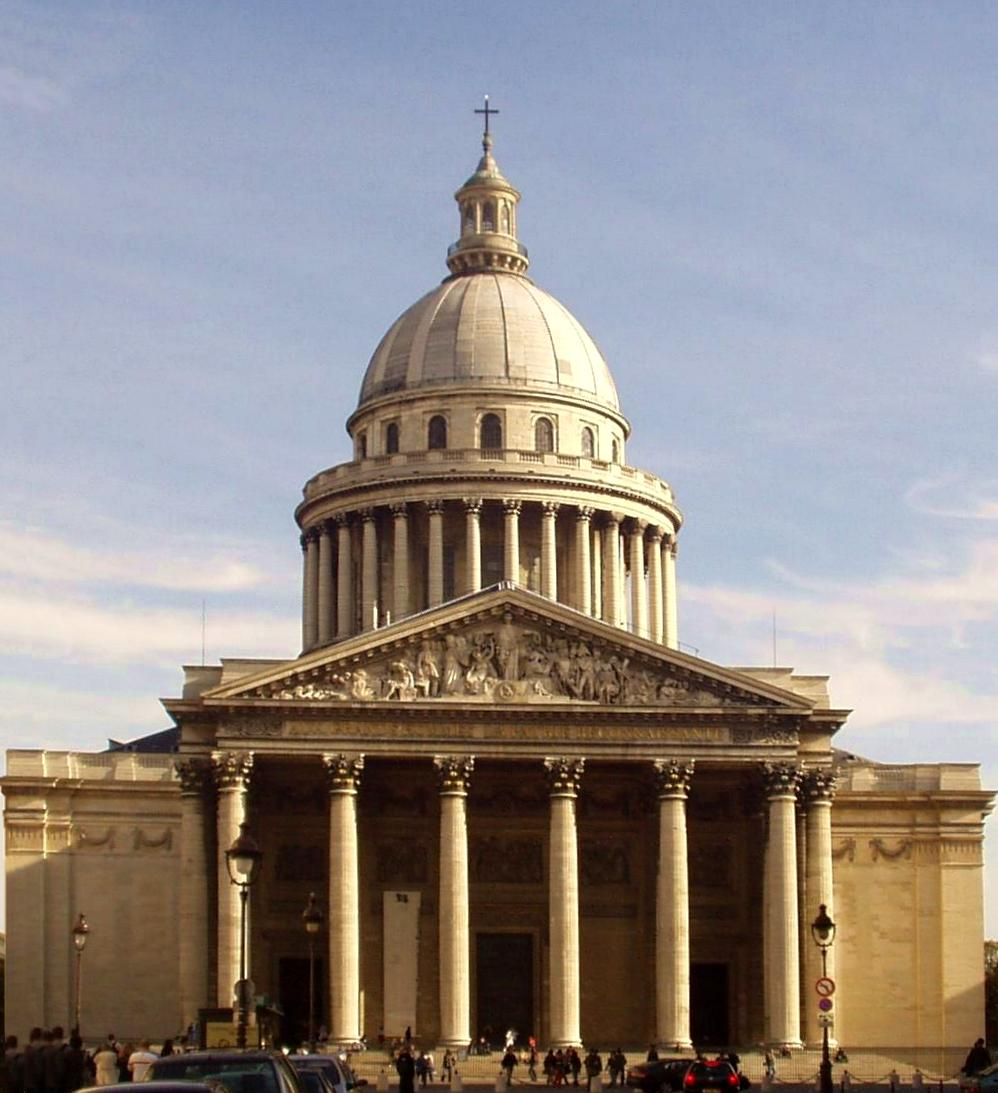
Pantéon (Francia)

Esta é a lista de pessoas mencionadas no Panteão de Paris.

## Pessoas presentes no frontão de David d'Angers
O motivo representa no centro a Pátria distribuindo coroas de flores aos grandes homens, entre a Liberdade a sua direita que dá as coroas e a História à sua esquerda que inscreve em suas mesas os nomes. São representados:
- à direita (à esquerda para o observador)[1]:
  - no primeiro escalão, Malherbe, Mirabeau, Monge e Fenelon;
  - segundo lugar Carnot, Berthollet, Laplace;
  - na terceira fila Louis David, Cuvier, La Fayette;
  - Voltaire e Rousseau sentados com olhares opostos;
  - no chão Bichat.
- à esquerda: grupo de soldados de todas as armas, com Bonaparte à frente. Reconhecemos o granadeiro Trompe-la-Mort, a criança que bateu a carga na ponte de Arcole e politécnicos.

## Escritores que morreram durante a guerra de 1914-1918
Na nave, em uma placa de piso está escrito:
ICI SONT ENFERMÉS
LES HOMMAGES RENDUS
LE 15 OCTOBRE 1927
AUX ÉCRIVAINS
MORTS POUR LA FRANCE
Quatro painéis levam os nomes dos 560 escritores que morreram durante o conflito de 1914-1918.

## Escritores mortos no campo da honra
Lista gravada no Panteão de Paris:
- Edmond Adam
- Pierre Eugène Adam
- Charles-Jean Ajalbert
- Alain-Fournier
- Paul Alexandre
- Jean Allard-Méeus
- Marcel Alvernhe
- Pierre Amar
- Pierre Ancher
- Marc André
- Robert André-Michel
- Maxime Ernest Marie Balthazar d'André
- Georges Antoine
- Gabriel Arbouin
- Jean Arbousset[3]
- Auguste Arène
- Paul-Auguste Arnold
- Dominique Arramond
- Jules Arren
- Patrice Mahon Art Roé
- Georges Audibert
- René Audigier
- Ernest Babut
- Jacques Baguenier Desormeaux
- Jacques Balder
- Charles Ballot
- Jean-Pierre Barbier
- François Baron
- Octave de Barral
- Henry de Barres
- Georges Battanchon
- Jean Bayet
- Henri Bazire
- Jean de Beaucord
- Jean-Baptiste Bégarie
- Joseph Ferdinand Belmont
- Herman de Bengoechea
- Charles Benoit
- Jean-Marc Bernard
- Charles-Léon Bernardin
- Joseph Berthier
- Adrien Bertrand
- Henri Bertrand
- Maurice Bertrand
- Albert Bertrand-Mistral
- Maurice Beslay
- André Beury
- Antoine Bianconi
- Fernand Bidault
- André Biguet
- Marcel Blanchard
- M. Boasson ???
- Jean Boine
- Henri de Boissanger
- Louis Bonfils
- Louis Bonjean
- Joseph de Bonne
- Léon Bonneff
- Maurice Bonneff
- Philippe Borrel
- Pierre Boudreaux
- Maurice Bouignol
- Louis Boumal
- Marcel Bource
- Charles Bourcier
- Joseph Bourgeois
- Louis Bousquet
- Léon Boutry
- Léon Boyer
- Pierre Braun
- Jean du Breuil de Saint-Germain
- André Bréval
- Jean Brezolles
- Gabriel Britsch
- Aristide Bruant
- Roger Brunel
- Jacques Brunel de Peerard
- Emmanuel Brunet
- Sully Brunet
- Marcel Brunnarius
- Joseph Brydon
- Robert Buchère
- Richard de Burgue
- Victor Burny
- Léo Byram
- Barthélémy-Louis Cadot
- Joseph Cahn
- Raymond Cahu
- Jean-Pierre Calloc'h
- André Cambon
- Camil Campanya
- Auguste Canivet
- Eugène Capdeville
- Henri Carbonnelle
- Charles Carrau
- Claude Casimir-Perier
- Guy de Cassagnac
- Albert Cassagne
- Primice Catulle Mendès
- Marcel Caval
- Henry Cellerier
- Louis Chadourne
- Georges Chaigne
- André Chalopin
- Maurice Chambon
- Louis Champeaux
- Jacques de Champfeu
- Victor-Emmanuel Chapman
- Ary-Henri Chardon
- Jean Chareton
- Frédéric Charpin
- Henri Chassin
- Désiré Chauvet
- Henri Chervet
- Édouard Chiesa
- Jacques de Choudens
- Courtot de Sissey
- Charles-André Clerc
- Émile Clermont
- Louis de Clermont-Tonnerre
- Henri Cocardas
- Augustin Cochin
- Louis Codet
- Henri Colin
- Jean Colin
- Maurice Colin
- Étienne Collet
- Christophe Colombe
- Auguste Compagnon
- Charles Compodonico
- Henri de Corbie
- Pierre Corbin
- Louis de Corcelles
- Charles Cornet
- Eugène Cornuel
- Pierre Corrard
- Raymond Cottineau
- Paul-René Cousin
- Marcel Cousinéry
- Roger Couturier
- Amédée Cozic
- René Dalize
- Maurice Dalleré
- Louis Darmet
- Maxime David
- Pierre David
- Joseph Déchelette
- Adolphe Dejardin
- Charles Delafraye
- Auguste Delahaye
- Jean Demot
- Maurice Deroure
- Charles Deschars
- Maurice Desclers
- Émile Despax
- Hugues Destrem
- Alexandre Desvachez
- Prosper-Henri Devos
- René Devred
- Guido Diaz de Soria
- Olivier Diraison-Seylor
- Henri Dispan de Floran
- Max Doumic
- Émile Driant
- Marcel Drouet
- Robert Drouin
- Paul Drouot
- Robert Dubarle
- Louis Dubois de Saligny
- Paul Dubrulle
- Jean Duflos
- André Dufner
- Jean Duguet
- Antoine Dujardin
- Louis Dulhom-Noguès
- Albert Dumange
- Charles Dumas
- Jules Dupin
- André Dupont
- Pierre Dupouey
- Frédéric Duval
- Jules Écorcheville
- Philippe d'Elbée
- Roger Eng
- Gabriel Éon
- Marcel Étévé
- Marcel Fabre
- Georges Farcigny
- Henry Farnsworth
- André Fernet
- Pere Ferres-Costa
- Paul Feuillatre
- Georges Feuilloy
- Paul Fiolle
- Georges Fisse
- Charles Flachaire
- Pierre Flament
- Jean Florence
- Jean Fontaine-Vive
- Charles de Fontenay
- Étienne de Fontenay
- Maurice Foulon
- Joseph Foussenq
- Jean de Foville
- Maxime François-Poncet
- Gabriel-Tristan Franconi
- André du Fresnois
- Robert de Fréville
- Jacques Froissart
- Alfred Gabourdès
- Emmanuel Gallian
- José Garcia Calderon
- Amédée Garnier
- Raymond Gaucher
- Léon Gauthier-Ferrières
- Philippe Gauthier
- Robert Gauthiot
- Félix Gazier
- Louis Geandreau
- Henri-Émile Genêt
- Gustave Genevoix
- Anatole Georgin
- Marcel Géraud
- Louis Géry
- Élie Gevin
- Auguste Gien
- Léon Gignoux
- Pierre Gilbert
- Pierre Ginisty
- Gilbert de Gironde
- Marcel Godet
- André Godin
- Philippe Gonnard
- Henri Gonnet
- Jean Gonnet
- Henri Gounelle
- Louis de Grandmaison
- Albert-Paul Granier
- Louis Granier
- Gaston Gravier
- Henri-Charles Grégoire
- Clovis Grimbert
- J. Raymond Guasco
- Édouard Guerber
- Amédée Guiard
- Léon Guillot
- Lucien Gumpel
- André d'Harmenon
- Jean Hatier
- Georges Haumont
- Émile Hayem
- Jules Hedeman
- Émile Hennequin
- Marcel-Louis Hennequin
- Fernand Hoff
- Albert Hombek
- Marcel Houin
- Auguste-Victor-Marie Hourcade
- Joseph Hudault
- Robert d'Humières
- Robert Ibels
- Léon Israël
- Henri-Paul d'Ivoi
- Jules Jeanbernat Barthélémy de Ferrari Doria
- Joseph de Joannis-Pagan
- Jules-Gérard Jordens
- Alfred Joubaire
- Pierre Jourdan
- Raymond Jubert
- Jean Keller
- Russel Kelly
- Joyce Kilmer
- Jean Klingebiel
- Charles Kloster
- Louis Kremer
- Alfred de la Barre de Nanteuil
- Dominique la Bonnardière
- Jean Lachasse
- Louis Laffitte
- François Lafond
- Jean Lagardère
- Henri Lagrange
- Ernest Laguille
- René Lancon
- François Landes
- Maurice Langlade
- Elysée Lanque
- Fernand Lapertot
- François de Lartigue
- Louis de la Salle
- Guy Lassausaie
- Georges-Amboise Latapie
- Léo Latil
- René Latouche
- Léopold Laurens
- François Laurentie
- Louis Lautrey
- Jean de La Ville de Mirmont
- Jacques Lavoine
- Jos le Bras
- Oswald de Leché
- Lucien Lécureux
- Hubert Lefèbvre
- Maxence Legrand
- Jean Lejeaux
- Robert Le Marchand
- Louis Lemas
- Eugène Emmanuel Lemercier
- Louis le Moal
- Jean-Augustin Léonetou
- Yves Le Rouge de Guerdavid
- Gabriel Leroux
- Jules Leroux
- Jean Le Roy
- Pierre Leroy-Beaulieu
- Émile Le Senne
- Pierre de Lestang
- Georges Letervanic
- Jean Lévêque
- Georges Lévy
- Marcel Libotte
- Paul Lintier
- Jean Loew
- Jean l'Olagne
- Guy de Lombardon
- Pierre Long
- Joseph Lotte
- Raoul Gervais Lufbery
- Maurice Luthard
- James-Roger Mac Connell
- Albéric Magnard
- Louis Mairet
- Alphonse Mairey
- Gérard Mallet
- Gaston Marcellin
- Robert Marchal
- Jean-François Marichal
- Lucien Marié
- Joseph de Marliave
- Léonce Marraud
- Jean Martin
- Jean Maspero
- Auguste Massacrier
- Justin Massé
- Jean Masset
- Pierre-Maurice Masson
- Georges Mathieu
- Maurice Maurel
- Georges Maurice
- André Maux
- Alfred Méjan
- César Méléra
- Louis Ménagé
- Anatole Méplain
- Théodore Mercadier
- Georges Mercié
- Jacques Mercier
- Joachim Merlant
- Albert Michot
- Lucien Mieille
- Édouard Minart
- Charles Miquignon
- Henri Mirville
- Charles Mokel
- Fernand Moncaut-Larroude
- Raoul Monier
- Léon de Montesquiou
- Georges More
- Pierre Moride
- André Morize-Delarue
- Paul de Mougins-Roquefort
- Charles-Paul-Émile Muller
- Jacques Nayral
- Marcel Nenot
- A. Nicolau
- Eugène Nolent
- Émile Nolly
- Florent Olivier
- Alexis Paccard
- Félix de Pachtere
- Stéphan Pad
- Georges Pancol
- Marcel Paoli
- Maurice Patin
- Paul Pavelka
- Charles Péguy
- Louis Pergaud
- René Peringuey
- Roger Perréoux
- Louis Perret
- Maurice Perrette
- Charles Perrot
- Paul Person
- Lucien Petitpoisson
- Eugène Pic
- Gabriel Pierre-Martin
- Jacques Pigelet
- Raoul de Pigghetti de Rivasso
- Hippolyte Pissard
- François Pouzol
- Joseph de Pradel de Lamaze
- Norman Prince
- Robert-Étienne Prunier
- Ernest Psichari
- André Puget
- Pierre Quentin-Bauchart
- Jacques Rambaud
- Paul-Philibert Régnier
- Adolphe Reinach
- Raphael-Edgard Retaud
- Jean Reutlinger
- Pierre Rey
- Philippe Reynier
- Eugène Rhullier
- Robert Ribès-Méry
- Michel Riboud des Avinières
- Jean de Ricault d'Héricault
- Lionel des Rieux
- Antoine Rigaud
- Paul Rioux
- Paul de Ritter
- Jean Rival
- Predefinição:Lien
- Pierre Roger
- Léon Roger-Marx
- Charles Roguet
- L. Rollier
- Lucien Rolmer
- Edmond Rottach
- Maurice de Roure
- Jean-Marie-Joseph-Oudart de Roussel de Preville
- Pierre Rousselot
- Sylvain Roye
- Pierre de Rozières
- André Ruplinger
- Gaston de Ruyter
- Georges Sabiron
- Louis Sailhan
- Maurice de Saint-Jean Lentilhac
- Robert de Saint-Just
- Thomas de Saint-Laurent
- Louis Salaün
- Raymond Sambor
- Maurice Sautai
- Léonide Sazerac de Forge
- Jacques Schnerb
- Alain Seeger
- Charles Simon
- Paul Simon
- Luc Somerhausen
- André Souquières
- Jean Stirn
- René Sturel
- Gabriel Suchet
- Raymond Tabournel
- Marcel Tautain
- René Tautain
- Ludovic Tavan
- Georges Thellier de Poncheville
- Albert Thierry
- Robert Thiriet
- Paul-Marie Thomas
- René Thorel
- Robert Thurin
- Michel Della Torre
- Marius Touron
- Marcel Toussaint-Collignon
- Georges Treffel[4]
- Carlo Tristan
- Bernard-Freeman Trotter
- Charles Troufleau
- Noël Trouvé
- André Umbricht
- Jean d'Ussel
- Georges Valat
- Gustave Valmont
- Yves-Augustin-Hilaire de Veillecheze de la Mardière
- Ernest Véran
- Paul Verlet
- Paul Vial
- Joseph Vidal de La Blache
- Josep Vidal I Sarda
- Paul Vignon
- René Villepigue
- Antoine Villermin
- Henri Vimard
- Roger Vincent
- Camille Violand
- Gabriel-Octave de Vitrolles
- Joost van Vollenhoven
- Gaston Vollet
- Léon Vouaux
- Florimond Wagon
- Kenneth Weeks
- Georges Weil
- Antoine Yvan

## Escritores que morreram durante a guerra de 1939-1945
Na nave, em uma placa de piso está escrito:
ICI SONT ENFERMÉS
LES HOMMAGES RENDUS
LE 2 JUILLET 1949
AUX ÉCRIVAINS
MORTS POUR LA FRANCE
PENDANT LA GUERRE 1939-1945
Dois painéis exibem os 199 nomes. Eles distinguem escritores que morreram no campo da honra (36), aqueles que morreram pela França (157) e aqueles que morreram sob a bandeira

## Escritores mortos no campo da honra
- Jean Baudinet
- Georges Bonnefoy
- Jean Bonnefoy
- Jean Buchelli
- Wladimir Bylinine
- François Dallet
- André Déléage
- Louis-Paul Deschanel
- Émile Dessaint de Ribecourt
- Jean-Claude Diamant-Berger
- Charles Galland
- René Gosse
- Félix Grat
- Jacques Guierre
- Charles Hainchelin
- Maurice Jaubert
- André Jullien du Breuil
- Raymond-Raoul Lambert
- La Rochassière[5]
- Charles Le Cœur
- Jacques Lion
- Jean-Berthold Mahn
- Gilbert Maroger
- Serge Meyer
- Jacques Monod
- Paul Nizan
- Alain Pascalidis
- Émile Pillias
- Stéphane Piobetta
- Jean Simonpoli
- Jean Prévost
- Jean Razac
- Jean Rime
- Saint-Exupéry
- Marcel-Jean Torris
- Jean Venturini
- Charles Wolff

## Escritores mortos pela França
- Berty Albrecht
- Erich Aliatini
- Jacques Ancel
- Marguerite Aron
- André Arnyvelde
- Jacques Arthuys
- Georges Ascoli
- Georges Aymes
- Victor Basch
- Claude Berly
- René Bierre
- Robert Blasche
- Camille Blaisot
- Marc Bloch
- René Blum
- Raoul Boggio
- Élie-Joseph Bois
- Maurice Bourdet
- Diego Brosset
- Pierre Brossolette
- Georges Bruhat
- Raymond Burgard
- Claude Burgod
- Michel Cabos
- Jacques-Gabriel Cahen
- Lucien Carron
- Louis Cartan
- Georges Cavailhes
- Albert Chabanon
- Alfred Chabaud
- Jean Chemat
- André Chennevière
- Édouard Chennevière
- Denise Clairouin
- Paul Collomp
- Manon Cormier
- Dominique Corticchiato
- Guy-Robert du Costal
- Pierre Créange
- Benjamin Crémieux
- Robert Cru
- François Cuzin
- Jean Dalem
- Georges Daumas
- Jacques Decour
- Louis Delaporte
- Jean Desbordes
- Robert Desnos
- Luc Dietrich
- Victor Dillard
- Jean Dorsenne
- Georges Dudach
- Rémy Dumoncel
- Amédée Dunois
- Georges Duret (chanoine)
- Maurice Favier
- Valentin Feldman
- Bernard Ferrand (abbé)
- Michel Feyel
- Emeric Fiser
- Benjamin Fondane
- Jean Fraysse
- Jean de Frotté
- Henri Gaffré
- Suzanne Gaffré
- André Gain
- Pierre Gardinier
- Etienne Giran
- Jean Gosset
- Olga Goutwein
- Paul Granier de Cassagnac
- Lucien Graux
- Jacques Grou-Radenez
- Bertrand Gruegan
- Nanine Gruner
- Joseph Hackin
- Maurice Halbwachs
- Fernand Holweck
- Hélène Humbert-Laroche
- Annie de Monfort
- Roger Issanchou
- Emmanuel Jacob
- Max Jacob
- Jean Jausion
- Adolphe Javal
- Hubert de Lagarde
- Dom Lambert (révérend père)
- Maurice Langlois
- Guy de Larigaudie
- Jacques Laurent
- Albert Lautman
- Théodore Lefebvre
- Lucien Legros
- Odette Lenoël
- Émile Léonard
- René Lepape
- Marcel Leroy
- Jean Leune
- Joseph Levy-Valensi
- Anatole Lewitzki
- René Leynaud
- René Lisbonne
- Mathias-Enoch Lubeck
- Pierre Macaire
- Maurice Magendie
- Georges Mandel
- Louis Mandin
- Jean-Léger Marcel
- Georges Martin
- Jean Martin
- Marietta Martin
- Albert Marx
- Henri Maspero
- Didier Mauprey
- Médéric
- Régis Messac
- Yves de Montcheuil (Révérent-père)
- Alain-Raou Mossé
- Raymond Naves
- Irène Némirovsky
- Robert Pelletier
- Gabriel Péri
- Alfred Péron
- P. Petit
- Georges Politzer
- Jean Pontacq (Fernand Pistor)
- Roger Radisson
- Jacques Robillot
- Jean Rochon
- Philippe Roques
- Yann Roullet (Le pasteur)
- André Roure
- Saint-Pol-Roux
- Rolland-Simon
- Gaston Saint-Roumas
- Lucien Sampaix
- Hubert Schwab (Hubert Gildas)
- Maurice Sergine
- Jacques Solomon
- Charles Steber
- Gustave-Louis Tautain
- Maurice Tétine
- François de Tessan
- Ernest Thier
- Jean-Lucien Thuillier
- Émilie Tillion
- Jean-Toussaint Samat
- Jean-Germain Tricot
- Pierre Unik
- Georges Valois
- Jean Vaudal
- François Vernet
- Léonce Vieljeux
- Boris Vildé
- Georges Weill
- Jean Wurmser
- Marie-Hélène Wuilleumier
- Jean Zay

## Escritores mortos sob a bandeira
- Alfred Descrochers
- Désiré Ferry
- Jean-Joseph Frappa
- Jean Marchadier d'Estray
- Gaston Pastre
- Pierre Roland-Marcel